# Pasi Välimaa
Pasi Juhani Välimaa, född 4 februari 1968 i Nystad, Finland, död 4 juli 2019 i Murviel les Beziers, Frankrike, var en finländsk textilkonstnär, i många år verksam i Sverige som professor vid Göteborgs universitet.
Som tjugoåring begav sig Välimaa till Sverige för att feriearbeta där i tre månader men stannade kvar. Från 1989 till 1992 läste han konst-, teater- och litteraturvetenskap vid Stockholms universitet; därefter följde ett år vid Nyckelviksskolan på Lidingö utanför Stockholm och slutligen en Master of Fine Arts-utbildning vid Konstfack 1993–1997. Välimaa var professor i Textil-Kläder-Formgivning vid Högskolan för design och konsthantverk vid Göteborgs universitet 2009–2017.
I sitt konstnärskap använder sig Välimaa av olika tekniker såsom broderi, färgning, vävning, tryck och sömnad, och uppger siden som sitt favoritmaterial. Han har haft separatutställningar på bland annat Galleri Inger Molin i Stockholm, Gustavsbergs konsthall, Skövde konsthall, Textilmuseet i Borås och Örebro läns museum. Hans verk finns representerade vid ett flertal institutioner, däribland Nationalmuseum i Stockholm och Röhsska museet i Göteborg. År 2004 tilldelades han det nordiska textilpriset The Nordic Award in Textiles. Sedan 2009 var han medlem av juryn för samma pris.
År 2014 tilldelades Välimaa Prins Eugen-medaljen för framstående konstnärlig gärning.